# 严翔
严翔（1933年12月26日—2022年5月22日），中国影视、话剧演员，曾任上海人民艺术剧院演员团团长。妻子是上海儿童艺术剧院演员徐帼莲，大女儿是演员严晓频，妹妹为电影演员严永瑄。

## 生平
严翔原名严家声，1933年出生于哈尔滨。1951年，在上海戏剧专科学校毕业后，成为华东话剧团（后并入上海人民艺术剧院）演员，出演《雷雨》《日出》《女市长》等多部话剧。
1977年，首次登上电影大银幕，作品包括《从奴隶到将军》《城南旧事》《祸起萧墙》《非常大总统》《愤怒的孤岛》等，其中最为观众熟知的是在电影《城南旧事》中出演女主角“英子”的父亲。
1989年，在电视剧《上海的早晨》中出演男主角民族企业家“徐义德”，广受好评，并凭该剧夺得第10届中国电视剧飞天奖优秀男主角、第8届大众电视金鹰奖最佳男主角。由于该角色太过深入人心，其又多次在影视剧中出演商人、资本家等同类角色。2006年，在参演电视剧《美女也愁嫁》后，淡出演艺圈。
2022年5月22日早上9时18分，严翔因病在上海市东方医院离世，享年89岁。